# 畑中みゆき
畑中 みゆき（はたなか みゆき、1975年12月18日 - ）は、宮城県塩竈市出身のフリースタイル・スキー選手（モーグル→ハーフパイプ）である。
塩竈市立第二中学校時代はバスケットボール部で活躍。聖和学園高等学校時代はハンドボール部で主将を務め、インターハイ・国体に出場。ニックネームはQちゃん。かつて佐川急便北海道支社（現：北海道支店）に所属していた。
2006年6月29日、畑中は都内で会見を開きフリースタイル・スキー・ハーフパイプへの転向を正式に表明した。フリースタイル・スキー・ハーフパイプは2003～04年シーズンからFISワールドカップに採用された新種目。オリンピック種目には入っていないが、2009年に福島県・猪苗代町で開催されるフリースタイルスキー世界選手権でも実施される。
2011年に発生した東日本大震災におけるボランティア活動がドキュメンタリー映画「雪海」として上映された。その年に現役を引退した。
2014年6月に第一子（長女）を出産した。

## 戦歴
- 1996年
1月28日 - 札幌モーグル競技会 4位
2月25日 - 全日本フリー スタイルスキー北海道大会 5位
3月2日-3月3日 - サントリーカップサホロ モーグル競技会 7位
3月24日 - 三浦雄一郎杯 GET HOT MOGUL COMP 優勝
4月21日 - スバル・サロモンカップモー グルコンペティション 優勝
4月14日 - ロシニョールモーグルカップ 4位
- 1997年
1月19日 - 札幌モーグル競技会 優勝
1月25日 - 全日本フリースタイルスキー東京都大会 優勝
2月11日 - 東京都モーグル競技会 8位
2月15日 - 全日本フリースタイルスキー長野県大会 4位
2月23日 - 全日本フリースタイルスキー北海道大会 4位
3月15日 - 全日本フリースタイルスキー選手権大会 6位
4月4日 - ロシニョールモーグルカップ 2位
4月5日 - スーパーバンプスニセコCUP 優勝
4月6日 - 倶知安町長杯デュアルモーグル競技会 優勝
4月19日 - スバルサロモンカップモーグルコンペティション 優勝
- 1998年
1月21日 - 全日本フリースタイルスキー東京都大会 4位
1月31日 - 全日本フリースタイルスキー北海道大会 優勝
3月1日 - 全日本フリースタイルスキー選手権大会シングル 2位
3月4日 - 全日本フリースタイルスキー選手権大会デュアル 5位
3月21日 - SOSフェスティバル 優勝
4月4日 - 倶知安町長杯デュアルモーグル競技会 2位
4月19日 - 富良野モーグルカップ 優勝
- 1999年
2月24日 - 全日本フリースタイルスキー選手権大会シングル 優勝
2月26日 - 全日本フリースタイルスキー選手権大会デュアル 4位
2月17日 - ワールドカップ猪苗代 16位
2月20日 - ワールドカップ斑尾シングル 24位
2月21日 - ワールドカップ斑尾デュアル 9位
3月10日 - 世界選手権スイスマイリンゲン大会シングル 11位
3月14日 - 世界選手権スイスマイリンゲン大会デュアル 17位
- 2000年

- 2001年
3月25日 - 全日本選手権デュアルモーグル 12位
3月23日 - 全日本選手権シングルモーグル 5位
12月20日 - ノーアムカップ第1戦 4位
12月22日 - ノーアムカップ第2戦 3位
- 2002年
ソルトレーク五輪代表
1月26日 - W杯デュアルモーグル第2戦 4位
2月21日 - 国民体育大会少年女子 3位
3月10日 - ワールドカップ斑尾大会 18位
- 2003年

- 2004年

- 2005年

- 2006年
1月7日 - ワールドカップ 12位
トリノ五輪代表 27位 18.61点 Turns=9.1(2.9 3.0 2.8 3.3 3.2) Air=3.88 Time=5.63(28秒93)
- 2007年

- 2008年

- 2009年
フリースタイルスキー世界選手権 ハーフパイプ 10位